# Maurice Carême

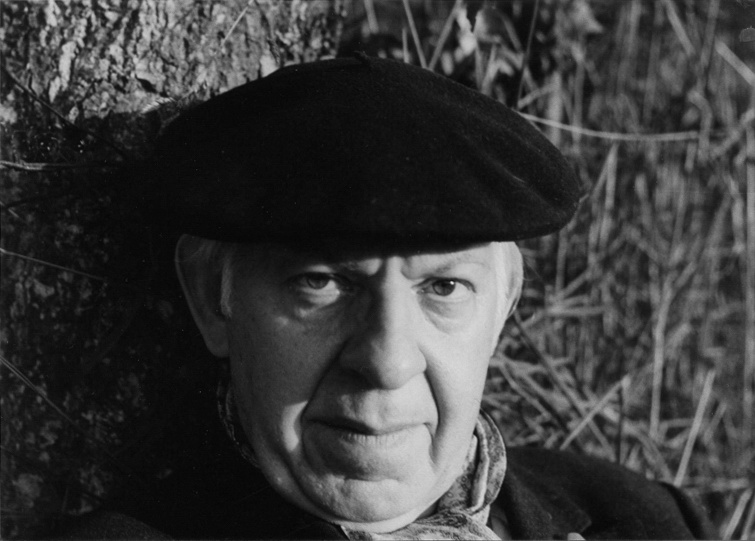
Maurice Carême in de zomer van 1970
Foto:Jeannine Burny
Stichting Maurice Carême

Maurice Carême (Waver, 12 mei 1899 - Anderlecht, 13 januari 1978) was een Belgisch Franstalig schrijver en dichter.
Zijn woonhuis in Anderlecht is nu het Maurice Carême Museum.
- Bibsys: 90217715
- Biblioteca Nacional de España: XX877899
- Bibliothèque nationale de France: cb118951648 (data)
- CiNii: DA04334518
- Digitale Bibliotheek voor de Nederlandse Letteren: care005
- Gemeinsame Normdatei: 118668374
- International Standard Name Identifier: 0000 0001 1032 7515
- Library of Congress Control Number: n50032404
- Nationale Bibliotheek van Letland: 000015367
- MusicBrainz: 9f3fd06a-26ce-497d-be06-257dc145276d
- Bibliotheek van het Japanse parlement: 01119318
- Nationale Bibliotheek van Tsjechië: jn20011018042
- Nationale Bibliotheek van Israël: 987007259458705171
- Nederlandse Thesaurus van Auteursnamen: 070125414
- Istituto Centrale per il Catalogo Unico: LO1V133612
- SNAC: w65d8srx
- Système universitaire de documentation: 027360830
- Virtual International Authority File: 111002431
- WorldCat: E39PBJrRhWphmbvQBHXtYRfjG3

1. ↑  academie-francaise.fr; geraadpleegd op: 23 december 2016; Académie française-identificatiecode voor prijswinnaar: maurice-careme.